# Juri Michailowitsch Aronowitsch

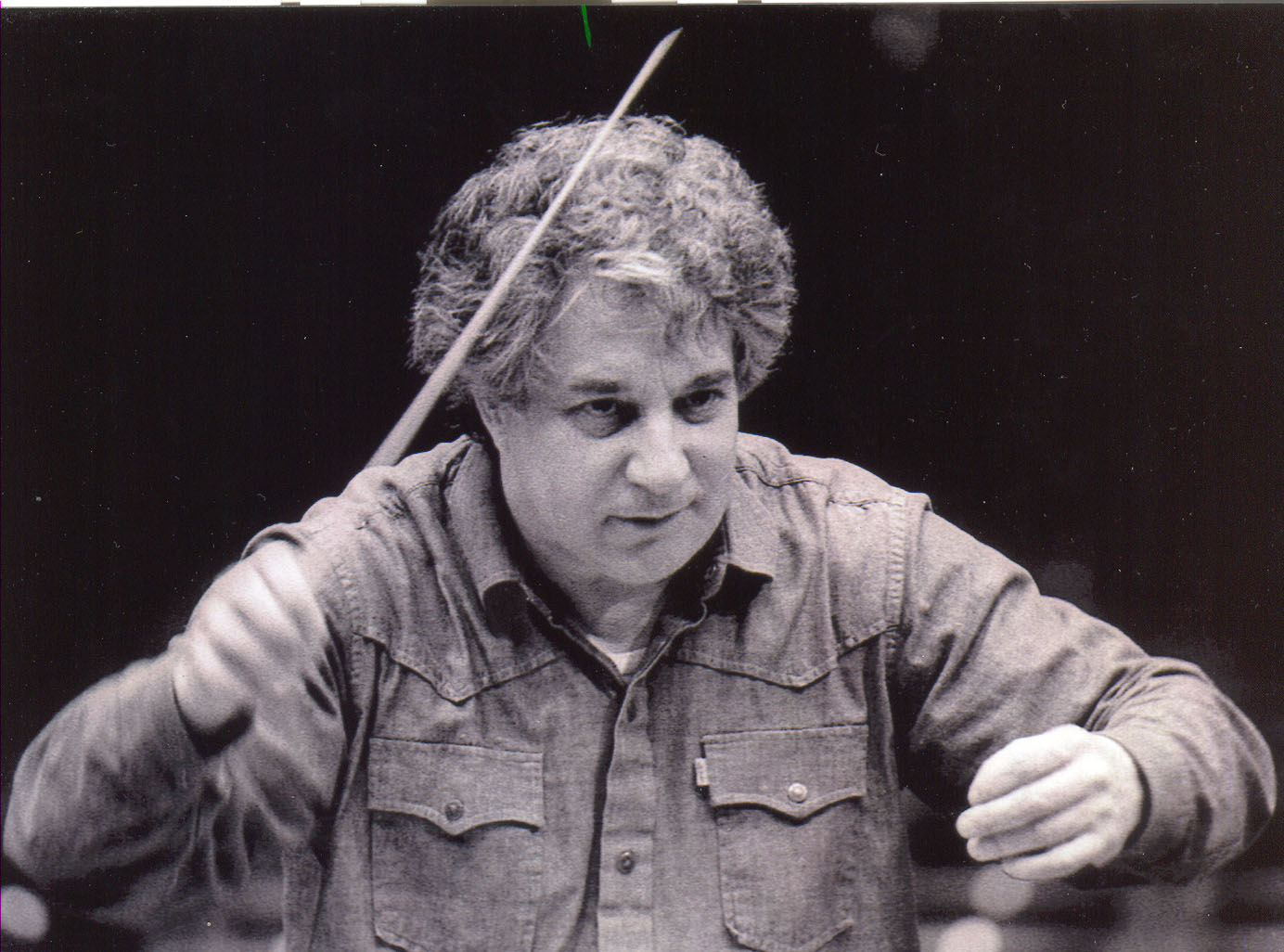
Juri Aronowitsch dirigiert 1986 in Köln

Juri Michailowitsch Aronowitsch (russisch Юрий Михайлович Аронович; hebräisch יורי אהרונוביץ'; * 13. Mai 1932 in Leningrad; † 31. Oktober 2002 in Köln) war ein israelischer Dirigent russischer Herkunft.
Von 1950 bis 1954 studierte Aronowitsch zunächst am Konservatorium seiner Heimatstadt Musik und danach Orchesterleitung bei Natan Rachlin und Kurt Sanderling. 1964 wurde er Chefdirigent des Sinfonieorchesters des Moskauer Rundfunks. 1972 wanderte er nach Israel aus. Konzerte als Gastdirigent mit dem Israel Philharmonic Orchestra, dem London Symphony Orchestra, den Wiener Symphonikern u. a. folgten. Von 1975 bis 1986 war er Chefdirigent des Gürzenich-Orchesters Köln, 1982 bis 1987 außerdem der Stockholmer Philharmonie. Auch als Operndirigent war Aronowitsch gerngesehener Gast an vielen bedeutenden Bühnen.